# Allocosa martinicensis
Allocosa martinicensis är en spindelart som först beskrevs av Embrik Strand 1910.  Allocosa martinicensis ingår i släktet Allocosa och familjen vargspindlar.
Artens utbredningsområde är Martinique. Inga underarter finns listade i Catalogue of Life.